# Haunters
Pour plus de détails, voir Fiche technique et Distribution.
Haunters (hangeul : 초능력자, RR : Choneungryeokja, littéralement « Médiums ») est un film fantastique sud-coréen écrit et réalisé par Kim Min-suk, sorti en 2010.

## Synopsis
Le combat entre un médium (Kang Dong-won) ayant la capacité de contrôler télépathiquement les gens et un jeune homme (Go Soo) insensible aux pouvoirs surnaturels.

## Fiche technique
- Titre original : 초능력자
- Titre international : Haunters
- Réalisation et scénario : Kim Min-suk
- Musique : Lee Jae-jin
- Décors : Jeon Su-a
- Costumes : Jo Sang-gyeong
- Photographie : Alex Hong
- Montage : Kim Sang-bum et Kim Jae-bum
- Son : Choi Tea-young
- Production : Lee Yu-jin
- Société de production : Zip Cinema
- Société de distribution : Next Entertainment World
- Pays de production :  Corée du Sud
- Langue officielle : coréen
- Format : couleur
- Genre : action, science-fiction, thriller
- Durée : 114 minutes
- Date de sortie :
  - Corée du Sud : 10 novembre 2010

## Distribution
- Kang Dong-won : Cho-in
- Ko Soo : Im Gyoo-nam
- Jung Eun-chae : Yeong-sook
- Yoon Da-kyeong : Hyo-sook
- Choi Deok-moon : Abby
- Abu Dod : Bubba
- Enes Kaya : Ali
- Byun Hee-bong : Jeong-sik
- Yang Kyeong-mo : Cho-in, jeune

## Production
En mars 2010, la production Zip Cinema officialise le choix des acteurs sud-coréens Kang Dong-won et Ko Soo pour interpréter les personnages principaux dans le premier long-métrage de Kim Min-suk, le scénariste de Le Bon, la Brute et le Cinglé (좋은 놈, 나쁜 놈, 이상한 놈, 2008).
Le tournage commence en mi-mai 2010.

### Musique
1. Utopia
2. First Day
3. Playing
4. Rage
5. Chase
6. Escape
7. Tell Something
8. Sorry
9. Comeback Home
10. Path
11. Police
12. Run Away
13. Friend

## Accueil

### Sorties internationales
Haunters sort le 10 novembre 2010 en Corée du Sud, dont l'avant-première a eu lieu au début de novembre 2010 avec 5 497 entrées.
Au Marché du film asiatique (Asian Film Market) pendant la période du Festival international du film de Busan 2010, les droits de distribution ont été vendus dans sept pays, dont Thaïlande, Taïwan, Malaisie, Allemagne, Belgique, Norvège et Luxembourg.

### Box-office
| Pays ou région | Box-office        | Date d'arrêt du box-office | Nombre de semaines |
| -------------- | ----------------- | -------------------------- | ------------------ |
| Corée du Sud   | 2 152 577 entrées | 19 décembre 2010           | 7                  |

Depuis sa sortie nationale, Haunters est au numéro un du box-office sud-coréen avec 685 670 entrées pour cumuler le total de 932 290 entrées. En fin novembre 2010, le film de science-fiction américain Skyline de Colin et Greg Strause détrône Haunters à la troisième place avec 2 017 485 entrées au total.
Au bout du septième week-end, il compte au total 2 152 577 entrées.

## Distinctions

### Nominations
- Festival international du film d'Udine 2011 (Udine Far East Film Festival 2011)
- Festival international du film de Chicago 2011 : Compétition After Dark
- Festival international du film de São Paulo 2011 : Perspective internationale
- Fantastic Fest 2011 : Sélection officielle
- Festival international du film asiatique de New York 2011 (New York Asian Film Festival 2011)
- FanTasia 2011
- Festival du film de Los Angeles 2011 : Films indépendants
- Festival international du film de Varsovie 2011 : Compétition Free Spirit
- Festival international du film de Catalogne 2011 : Panorama Official Fantastic Section - Casa Asia[8]

## Adaptation
Le réalisateur japonais Hideo Nakata reprend Haunters dans la version japonaise intitulée Monsterz, dont les personnages principaux sont interprétés par Tatsuya Fujiwara et Takayuki Yamada, qui sortirait en 2014,.